# 2690 Ristiina
2690 Ristiina (1938 DG1) là một tiểu hành tinh vành đai chính được phát hiện ngày 24 tháng 2 năm 1938 bởi Y. Vaisala ở Turku.